# Park Narodowy Butrint
Park Narodowy Butrint (alb. Parku Kombëtar i Butrintit) – park narodowy w południowej Albanii położony na południe od miasta Saranda w obwodzie Wlora. Park graniczy z Grecją i Morzem Jońskim. W obrębie parku znajduje się stanowisko archeologiczne Butrint wpisane w 1992 roku na listę światowego dziedzictwa UNESCO. Obszary w parku objęto również konwencją ramsarską (site no 1290) w 2003 roku.

## Opis
Dekretem rządu Albanii nr 82 z 2 marca 2000 roku ustanowiono Park Narodowy Butrint o powierzchni 25 km², który miał na celu ochronę stanowiska archeologicznego Butrint wraz z przylegającym obszarem. Dekret nr 693 z 10 listopada 2005 roku powiększył powierzchnię parku do 8591,2 ha.
Park obejmuje pagórkowaty teren ze słodkowodnymi jeziorami, mokradłami, słonymi bagnami, szuwarami i wyspami. Najwyższe wzniesienie parku ma 845 m n.p.m. Park obejmuje ochroną jezioro Butrint, naturalny kanał Kanali i Butrintit długości 3600 metrów łączący jezioro z Morzem Jońskim, wyspę Ishujt e Ksamilit oraz stanowisko archeologiczne Butrint.
Park położony jest w bezpośrednim sąsiedztwie morza. Panuje w nim klimat śródziemnomorski, z łagodnymi zimami oraz gorącymi i suchymi latami. Ze względu na zróżnicowane warunki geologiczne i hydrologiczne w parku jest duża różnorodność gatunków zwierząt i roślin.

## Flora
Na terenie parku stwierdzono występowanie 800-900 gatunków roślin (co stanowi 27% wszystkich gatunków występujących w Albanii). Dostępność wody w rzekach, jeziorach i mokradłach oraz ukształtowanie terenu ma wpływ na różnorodność gatunkową tego obszaru.
W strefie przybrzeżnej, w wodach o głębokości do 30-40 metrów występuje Posidonia oceanica, natomiast wzdłuż ujścia rzeki, w płytszej wodzie o głębokości do kilku metrów, powszechnie spotykane są Cymodocea nodosa i Zostera noltii. Wzdłuż klifów zasolenie i skaliste podłoże powodują zmniejszenie składu florystycznego, występują tutaj gatunki takie jak Elymus pycnanthus, Lotus cytisoides, Limbarda crithmoides.
Znaczny obszar, zwłaszcza w obrębie stanowiska archeologicznego, zajmują formacje z roślinami wiecznie zielonymi.
W lasach parku można zaobserwować pionowy podział na trzy warstwy. Górną tworzą dąb ostrolistny (Quercus ilex) i wawrzyn szlachetny (Laurus nobilis), które dominują nad innymi gatunkami drzew, takich jak: wiąz pospolity (Ulmus minor), jesion wąskolistny (Fraxinus angustifolia) i Quercus macrolepis. Podszyt tworzą: Rubus ulmifolius, głóg jednoszyjkowy (Crataegus monogyna), róża wieczniezielona, bluszcz pospolity (Hedera helix) i powojnik włoski (Clematis viticella). W runie dominują takie gatunki jak: przytulia pospolita (Galium mollugo), ziarnopłon wiosenny (Ficaria verna), krwawnica pospolita (Lythrum salicaria).

## Fauna
Ssaki
Tereny parku stanowią schronienie dla 39 gatunków ssaków, z których 14 gatunków zostało sklasyfikowanych jako zagrożone globalnie. Na obrzeżach lasów i otwartych stokach występuje kuna domowa (Martes foina). Można spotkać również szakala złocistego (Canis aureus) i lisa rudego (Vulpes vulpes), a zimą wilka szarego (Canis lupus). W okolicy strumieni i jezior spotkać można wydrę europejską (Lutra lutra). Z innych gatunków ssaków na terenie parku występuje mysz macedońska (Mus macedonicus), popielica szara (Glis glis) i wiewiórka pospolita (Sciurus vulgaris). 
Wody przybrzeżne parku odwiedzają butlonosy zwyczajne (Tursiops truncatus), delfiny zwyczajne (Delphinus delphis) i sporadycznie delfinek pręgoboki (Stenella coeruleoalba). Park stanowi jedno z siedlisk mniszek śródziemnomorskich (Monachus monachus). 
Ptaki
W parku stwierdzono występowanie ponad 247 gatunków ptaków, z czego 70% stanowią ptaki wodne. Część z nich to gatunki osiadłe, natomiast część występuje tu tylko okresowo podczas migracji.
Na skałach spotkać można gatunki takie jak: orzeł przedni (Aquila chrysaetos), sokół wędrowny (Falco peregrinus), góropatwa skalna (Alectoris graeca), modrak (Monticola solitarius) czy kowalik skalny (Sitta neumayer).  
W lasach i zaroślach bytuje 88 gatunków ptaków, do najpowszechniej występujących należą: rudzik (Erithacus rubecula), pierwiosnek (Phylloscopus collybita), bogatka zwyczajna (Parus major), strzyżyk zwyczajny (Troglodytes troglodytes), słonka zwyczajna (Scolopax rusticola). W lasach gniazdują również gatunki takie jak: wilga zwyczajna (Oriolus oriolus), zaganiacz oliwny (Hippolais olivetorum), myszołów zwyczajny (Buteo buteo), syczek zwyczajny (Otus scops), dzięcioł białoszyi (Dendrocopos syriacus) oraz sikora żałobna (Poecile lugubris). 
Na terenach podmokłych bytują: głowienka zwyczajna (Aythya ferina), kormoran zwyczajny (Phalacrocorax carbo), perkoz dwuczuby (Podiceps cristatus), łyska zwyczajna (Fulica atra), mewa śmieszka (Chroicocephalus ridibundus). W szuwarach spotkać można kokoszkę zwyczajną (Gallinula chloropus), wodnika zwyczajnego (Rallus aquaticus), błotniaka zbożowego (Circus cyaneus), błotniaka stawowego (Circus aeruginosus), tamaryszkę (Acrocephalus melanopogon), remiza zwyczajnego (Remiz pendulinus). Z kolei na bagnach żerują: czapla nadobna (Egretta garzetta), siewnica (Pluvialis squatarola), siewka złota (Pluvialis apricaria) i biegus zmienny (Calidris alpina). Ponadto na przybrzeżnych bagnach koncentrują się gatunki takie jak: kulik wielki (Numenius arquata), krwawodziób (Tringa totanus) i rybitwa czubata (Thalasseus sandvicensis).
Gady i płazy
W parku stwierdzono występowanie 28 gatunków gadów i 10 gatunków płazów. 
W wodach przybrzeżnych można spotkać żółwie morskie, takie jak karetta (Caretta caretta) i żółw skórzasty (Dermochelys coriacea). Na terenie parku występuje również żółw błotny (Emys orbicularis) oraz żółw obrzeżony (Testudo marginata). Z gadów, poza żółwiami, spotkać również można następujące gatunki:jaszczurka trójpręga (Lacerta trilineata), padalec zwyczajny (Anguis fragilis), wąż Eskulapa (Zamenis longissimus), połoz lamparci (Zamenis situla) i Eryx jaculus.
Z płazów najpowszechniej występują: salamandra plamista (Salamandra salamandra), traszka grzebieniasta (Triturus cristatus), rzekotka drzewna (Hyla arborea), ropucha szara (Bufo bufo) i żaba strumieniowa (Rana graeca).
Ryby
W wodach na terenie parku występuje 105 gatunków ryb. W jeziorze Butrint stwierdzono 68 gatunków, bytuje tu: cefal pospolity (Mugil cephalus), cefal cienkowargi (Liza ramada), tępogłów grubowargi (Chelon labrosus), węgorz europejski (Anguilla anguilla), morszczuk zwyczajny (Merluccius merluccius), karaś pospolity (Carassius carassius).
Wody, w których występuje Posidonia oceanica są atrakcyjne dla takich gatunków jak: pagrus różowy (Pagrus pagrus), piłczyk (Serranus hepatus), skrzelówka (Symphodus roissali), Lepidotrigla cavillone, makrela atlantycka (Scomber scombrus), mustel siwy (Mustelus mustelus), morszczuk zwyczajny (Merluccius merluccius).